# Crazy Frog Racer 2
Crazy Frog Racer 2 (connu sous le nom de Crazy Frog: Arcade Racer aux États-Unis) est un jeu de course sorti en 2006 et développé par Neko Entertainment. Il s'agit de la suite du jeu de course Crazy Frog Racer de 2005. Il a été édité par Valcon Games aux États-Unis et par Turtle Games au Royaume-Uni.
Ce jeu comprend un mode de course traditionnel (des lieux allant de la neige à la ville), un jeu de flipper et un juke-box pour regarder des vidéos comme Crazy Frog's Popcorn et les chansons originales.

## Accueil
Metacritic a noté la version PlayStation 2 du jeu 29/100 sur la base de cinq critiques. Sam Bishop de l'IGN l'a évaluée à 2,5/10.